# Sydney International 2018
Das Sydney International 2018 war ein Tennisturnier der WTA Tour 2018 für Damen sowie ein Tennisturniers der ATP World Tour 2018 für Herren, welche zeitgleich vom 7. bis 13. Januar 2018 in Sydney stattfanden.

## Herrenturnier
→ Qualifikation: Sydney International 2018/Herren/Qualifikation

## Damenturnier
→ Qualifikation: Sydney International 2018/Damen/Qualifikation